# مارسل بوش
مارسل بوش (انگلیسی: Marcel Busch؛ زادهٔ ۲ فوریهٔ ۱۹۸۲) بازیکن فوتبال اهل آلمان است.
از باشگاه‌هایی که در آن بازی کرده‌است می‌توان به باشگاه فوتبال روت وایس اهلن، باشگاه فوتبال اس‌وی زاندهاوزن، و باشگاه فوتبال وی‌اف‌آر آلن اشاره کرد.